# 컨버전스 컬처
컨버전스 컬처(Convergence culture)란 미디어 환경의 변화에 힘입어 컨텐츠 생산자와 소비자 간에 복잡하게 상호작용하는 문화 전반을 지칭한다. 미디어 학자이자 미국 MIT의 인문학부 교수인 헨리 젠킨스(Henry Jenkins)가 제안한 개념으로, 동명의 단행본이 출판되었다. 

## 개념
컨버전스 컬처는 《컨버전스 컬처》의 저자 헨리 젠킨스에 따르면, "올드 미디어와 뉴 미디어가 충돌하고, 풀뿌리 미디어와 기업 미디어가 교차하며, 미디어 생산자의 힘과 소비자의 힘이 예측할 수 없는 방식으로 상호작용하는" 문화이다. 다시 말하면, TV나 신문, 라디오와 같은 올드 미디어와 인터넷, 스마트폰 등으로 대표되는 뉴 미디어가 공존하면서 발생하는 컨텐츠 생산-소비 양식의 변화이다. 다양한 미디어 컨텐츠는 이렇게 다양한 미디어 플랫폼 사이를 흘러다니면서 조금씩 변형되는데, 이 과정은 미디어 수용자 혹은 소비자의 적극적인 참여에 크게 의존하고 있다. 소비자들은 자신들이 원하는 방식으로 컨텐츠를 변형, 가공하고 새로운 방식으로 소비한다. 이처럼 컨버전스 컬처는 미디어 컨버전스와 이로 인한 참여 문화, 집단 지성에 기반을 둔다. 

### 미디어 컨버전스
미디어 컨버전스는 단순한 기술적 융합이 아니라 여러 미디어 체제가 공존하고, 미디어 컨텐츠가 미디어 간을 유동적으로 흘러다니는 상황을 가리킨다. 사전적 정의에서 컨버전스(convergence)는 '수렴'을 의미하기 때문에 흔히 미디어 컨버전스는 다양한 미디어의 기능들이 하나의 기기에 융합되는 기술적 과정으로 간주된다. 대표적인 예가 스마트폰이 mp3 플레이어와 라디오의 기능을 흡수하는 것이다. 그러나 헨리 젠킨스는 수많은 기기가 단 하나의 단일 기기로 통합되면서 모든 기능을 포함하게 될 것이라는 생각을 블랙박스의 오류라고 지적한다. 미디어란 단순한 기술적 전달체계가 아니라 그 기술을 둘러싸고 있는 사회문화적 활용의 집합까지 포괄하는 개념이기 때문이다. 대체되어 온 것은 전달 기술과 컨텐츠에 접근할 때 사람들이 사용하는 도구이다. 카세트 테이프는 CD로, CD는 다시 mp3파일로 대체되었다. 반면에 미디어는 진화하면서 공존한다. 녹음된 소리는 미디어이다. 그러나 동영상이 소리를 없애지는 않았다. 새로운 기술이 등장하면 올드 미디어는 대체되는 것이 아니라 그 기능과 지위가 변할 뿐이다. 
미디어가 다양해지면서 미디어와 컨텐츠의 일대일 대응 관계 또한 다(多)대다(多) 관계로 변화했다. 컨텐츠는 더 이상 하나의 미디어 플랫폼에 고정되어있지 않고 다른 미디어로 이동한다. 뉴 미디어 기술들은 동일한 컨텐츠가 다양한 채널로 유통되고, 또 수용되는 시점에 다양한 형태를 가질 수 있도록 한다. 가령, 드라마는 tv로도 제공되지만 인터넷을 통해 컴퓨터나 스마트폰으로도 볼 수 있다. 시청자들은 온라인 커뮤니티로 드라마를 가져와 이야기를 나누며 새로운 방식으로 컨텐츠를 향유한다. 드라마에 대해서 함께 토론하고 예측하며 평가하는 등 능동적인 소비 행위가 일어난다.

### 참여 문화
참여 문화란 "팬들과 다른 소비자들이 새로운 컨텐츠의 창작 및 유통에 적극적으로 참여하도록 초대되는 문화"를 말한다. 컨버전스 컬처 또한 참여 문화의 한 부분이다. 다양한 미디어 플랫폼에 걸친 컨텐츠의 흐름과 변형, 재생산에 소비자의 참여가 크게 기여하고 있기 때문이다. 따라서 참여 문화는 생산자와 소비자가 서로 개별적인 역할을 수행한다는 기존의 관계에 대한 반례이다.   

## 사례

### 팬 픽션
팬 픽션(또는 팬픽)은 매스 미디어 컨텐츠에서부터 따온 이야기와 등장인물을 팬들이 다시금 표현하는 산문이다. 팬 픽션의 주인공은 영화나 드라마 속 인물부터 아이돌 등 연예인에 이르기까지 다양하다. 팬 픽션은 주로 개인 블로그나 팬사이트 등을 통해 유통된다. 몇몇 팬 픽션들은 실제 출판소설 못지않게 작품성이 높아 책으로 출판되고 있으며 큰 인기를 끌고 있다. 전통적인 매스 미디어의 컨텐츠가 팬들에 의해 인터넷이라는 뉴 미디어에서 재생산, 유통, 소비된다는 점에서 팬 픽션은 컨버전스 컬처의 사례이다. 

### 마이 리틀 텔레비전
《마이 리틀 텔레비전》(또는 마리텔)은 MBC에서 방영하는 예능 프로그램이다. TV 스타들과 다양한 분야의 전문가들이 자신만의 컨텐츠를 가지고 다음 tv팟을 통해 1인 방송을 진행하며, 이를 MBC에서 편집, 재구성하여 방영한다. 방송 영상은 TV와 PC, 스마트폰을 가리지 않고 유연하게 이동하며 마리텔은 이를 잘 보여주는 사례다. TV 시청자들은 수동적인 소비자에 머물렀으나, 인터넷을 기반으로 한 1인 방송에서는 적극적으로 방송에 참여하며 채팅을 통해 소통한다. 심지어 카메라와 마이크만 있으면 누구나 방송을 할 수 있다. 1인 방송계의 선도 기업은 아프리카TV의 사명은 "Any FREE broadCAsting"의 줄임말로, 누구나 어디서나 자유롭게 방송할 수 있다는 뜻을 담고 있다. 인터넷과 PC로 유입된 방송은 다시 TV로 흘러가 전국에 방영된다. 이 때 소비자는 다시 수동적 위치로 돌아간다. 이렇게 같은 컨텐츠라도 미디어 플랫폼에 따라 향유하는 방식에 차이가 난다. 

### 웹툰
웹툰은 웹(web)과 만화(cartoon)의 합성어로, 웹을 통해 유통되는 만화 혹은 플랫폼을 지칭한다. 한국만화영상진흥원 박석환 팀장은 웹툰의 가장 큰 변화는 만화 편집권의 전환이라고 지적했다. “예전에는 전문 편집자들이 흐름을 주도했다. 그러나 웹툰은 편집기능 자체가 없어진 셈이다. 사용자들이 댓글을 통해 실시간으로 직접 편집해가고 있다. 작품 창작경향은 사라지고 소비경향이 시장을 주도해 간다.” 만화가로 등단하기 위한 전통적인 방법은 유명 작가의 화실에서 도제식으로 작업을 하다가, 잡지 공모전을 거쳐 연재하는 것이었다. 그러나 PC와 태블릿으로 만화를 그리고, 이를 다시 인터넷에 업로드함으로써 재미있는 스토리와 기발한 아이디어만 있다면 누구나 만화가로 등단할 수 있게 되었다. 만화라는 컨텐츠가 인쇄에서 인터넷 미디어로 흘러들어가면서 발생한 제작 구조의 변화다.  
《이말년씨리즈》로 유명한 만화가 이말년의 등단 과정은 이러한 편집권의 전환을 잘 보여준다. 이말년은 아마추어로서 《디씨인사이드》 등 인터넷 게시판에 소위 '병맛' 만화를 2008년부터 연재하기 시작했다. 그의 만화가 게시판 사용자들에게 점점 인기를 얻게 되자, 2009년 《야후 코리아》에서 정식으로 연재를 권유한다. 독특한 취향을 공유하던 사람들이 그에게 등단 배지를 달아준 셈이다.